# Quand les hommes pleurent
Pour plus de détails, voir Fiche technique et Distribution.
Quand les hommes pleurent est un film documentaire belge réalisé en 1999 par Yasmine Kassari et sorti en 2001.

## Synopsis
Entretiens avec des migrants marocains qui ont choisi de traverser le détroit de Gibraltar, au péril de leur vie, pour entrer clandestinement en Espagne.

## Fiche technique
- Titre : Quand les hommes pleurent
- Réalisation : Yasmine Kassari
- Photographie : Dominique Henri
- Son : Faouzi Thabet
- Montage : Kahina Attia
- Production : Les Films de la Drève
- Pays d'origine :  Belgique
- Genre : documentaire
- Durée : 57 minutes
- Date de sortie : 10 octobre 2001[1]

## Distinctions

### Récompenses
- Prix Meuter au Festival Filmer à tout prix
- Prix du meilleur documentaire au Festival Vues d'Afrique 2001

### Sélections
- Visions du réel 2000
- Festival international du film francophone de Namur 2000